# Быков, Анатолий Михайлович
Анато́лий Миха́йлович Бы́ков (род. 6 августа 1953, Магадан, Хабаровский край) — советский борец греко-римского стиля, олимпийский чемпион и чемпион мира.

## Биография
Окончил Казахский ГИФК (1975). Военнослужащий, преподаватель. Выступал за «Динамо» (Алма-Ата). Тренер — Виктор Михайлович Ермаков (заслуженный тренер СССР).
Главный тренер Казахстана по греко-римской борьбе 1982—1987 годах. Начальник физподготовки полка спецназа ВВ МВД СССР, участник миротворческих операций на территории СССР 1987—1989 годов. Президент Всеказахстанской Ассоциации восточных единоборств 1988—1991 годов. Член исполкома Олимпийского Комитета Казахстана 1990—1994 годов.
С 1992 года занимается предпринимательской деятельностью.

## Спортивные достижения
- Чемпион мира среди юношей 1971;
- Чемпион мира среди молодёжи 1973,мастер спорта международного класса;
- Чемпион мира 1975;
- Заслуженный мастер спорта СССР — 1975;
- Чемпион Олимпийских игр во 2-м полусреднем весе (Монреаль) — 1976;
- Серебряный призёр Олимпийских игр — 1980;
- Победитель Спартакиады Народов СССР 1975;
- Серебряный призёр чемпионата Европы — 1978;
- Чемпион СССР — 1975, 1980.

## Награды
Награжден орденом «Знак Почета», медалью «За трудовую доблесть».